# 宇田崇二
宇田 崇二（うだ たかつぐ 1991年10月25日 - ）は、福井県勝山市出身のクロスカントリースキー選手。福井県立勝山高等学校、東海大学を卒業。

## 主な競技結果

### ノルディックスキー世界選手権
- 2015年ファールン大会( スウェーデン)
  - 男子スキーアスロン：37位
  - 男子15kmフリー：33位
  - 男子リレー(第3走者)：12位
  - 男子50kmクラシカル：33位
- 2021年オーベルストドルフ大会( ドイツ)
  - 男子スキーアスロン：44位
  - 男子15kmフリー：39位
  - 男子リレー(第3走者)：9位
  - 男子50kmクラシカル：42位

### 全日本スキー選手権大会優勝
- 2011/12 - 男子50kmフリー
- 2013/14 - 男子15kmクラシカル
- 2013/14 - 男子50kmフリー
- 2015/16 - 男子リレー
- 2016/17 - 男子スキーアスロン
- 2017/18 - 男子50kmクラシカル
- 2021/22 - 男子15kmクラシカル
- 2021/22 - 男子10kmフリー
- 2022/23 - 男子15kmフリー
- 2022/23 - 男子50kmクラシカル
- 2023/24 - 男子10kmクラシカル
- 2023/24 - 男子50kmフリー
- 2023/24 - 男子15kmクラシカル
- 2024/25 - 男子50kmクラシカル